# Serbin
|  | Dieser Artikel wurde aufgrund von inhaltlichen Mängeln auf der Qualitätssicherungsseite des Projektes USA eingetragen. Hilf mit, die Qualität dieses Artikels auf ein akzeptables Niveau zu bringen, und beteilige dich an der Diskussion! Eine nähere Beschreibung der zu behebenden Mängel fehlt. |

Serbin ist eine Gemeinde im Lee County des US-Bundesstaats Texas.
Der in den 1850er Jahren von sorbischen Auswanderern gegründete Ort liegt etwa 80 Kilometer östlich von Austin. Etwa 550 wendische Lutheraner aus dem heute zu Sachsen gehörenden Teil Niederschlesiens sowie aus Brandenburg siedelten sich im 19. Jahrhundert unter Führung von Pfarrer Jan Kilian hier an. Sie waren die ersten Mitglieder der evangelisch-lutherischen Kirche in Texas.
Obwohl in Serbin kein Sorbisch mehr gesprochen wird, halten die Bewohner die Erinnerung an ihre Vorfahren wach und pflegen Kontakte in die Heimat ihrer Vorfahren. Im ehemaligen Schulgebäude von Serbin ist das Texas Wendish Heritage Museum untergebracht.
Im Jahr 2000 hatte die Gemeinde 90 Einwohner.

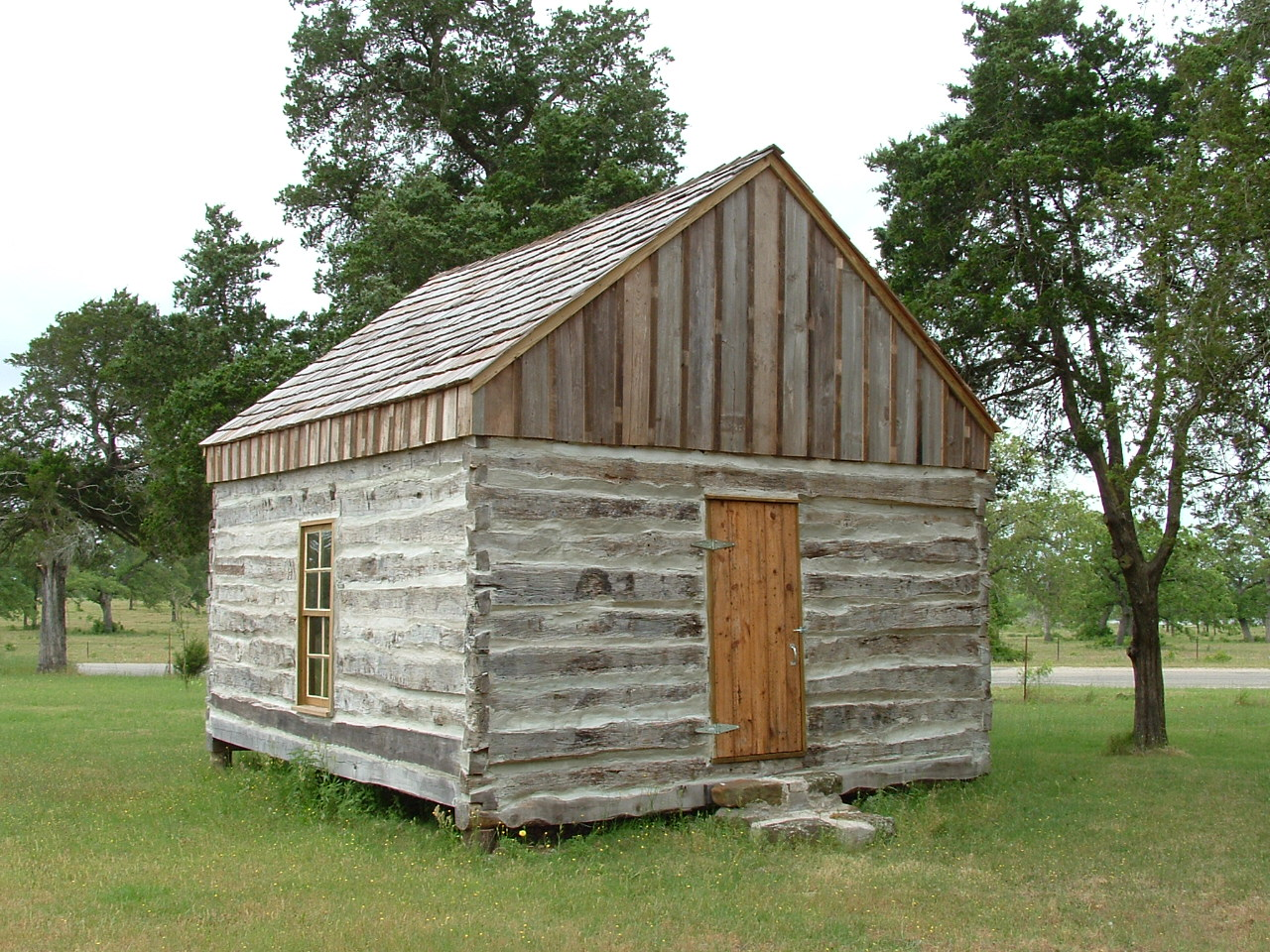
Blockhütte der frühen sorbischen Siedler
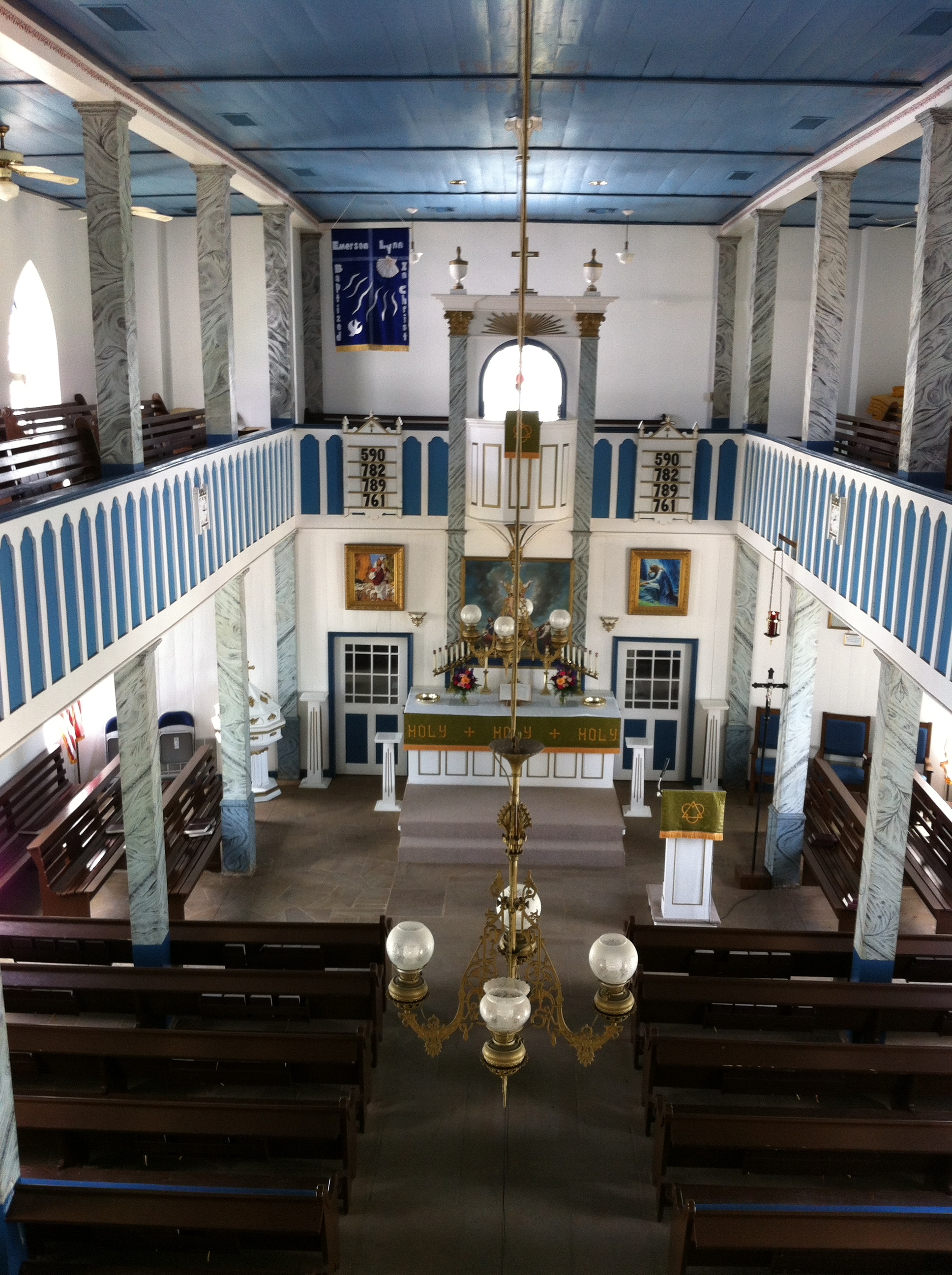
Das Innere der St. Paul Lutheran Church in Serbin heute
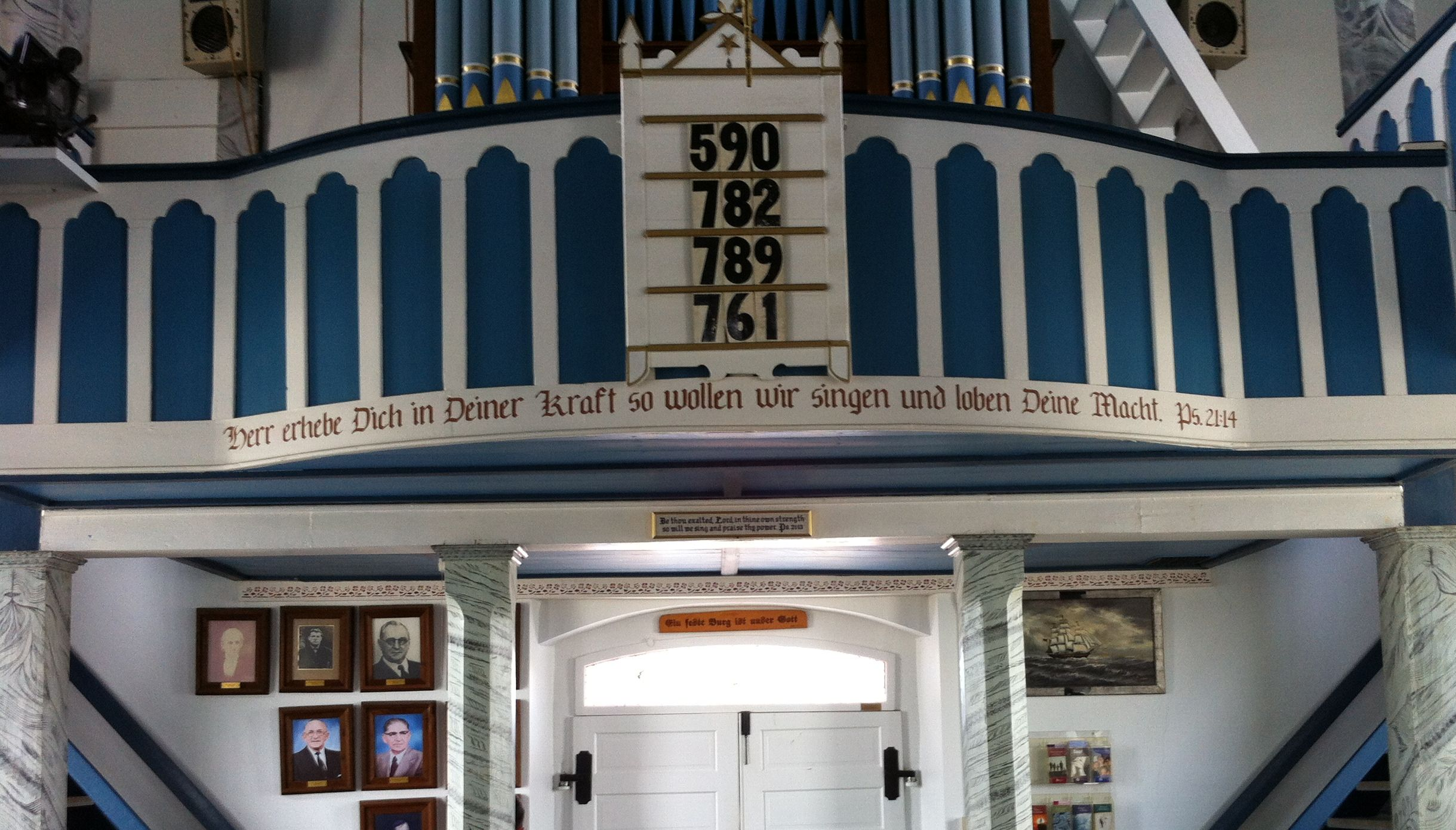
Rückwand der Kirche
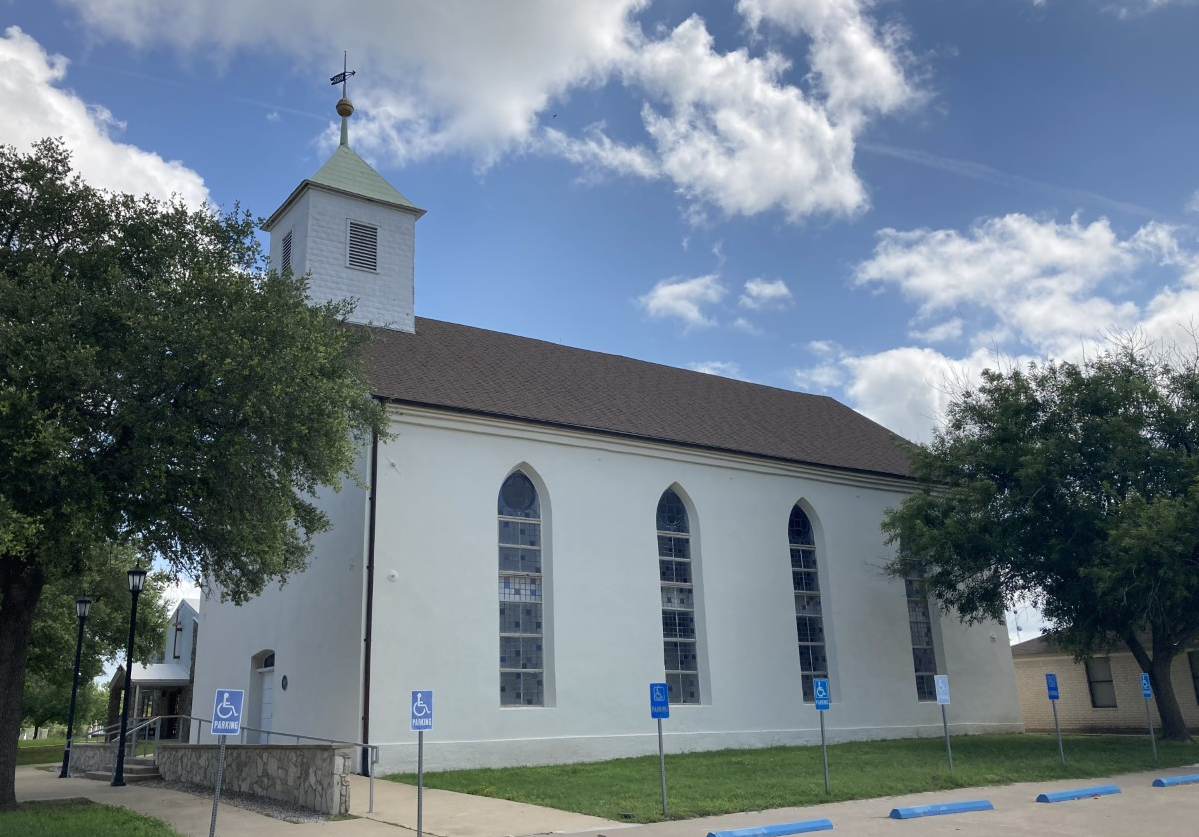
Außenansicht der Kirche